# Saint-Marcouf (Manche)
Saint-Marcouf (Saint-Marcouf-de-l'Isle) is een gemeente in het Franse departement Manche (regio Normandië) en telt 334 inwoners (2005). De plaats maakt deel uit van het arrondissement Cherbourg-Octeville.

## Geografie
De oppervlakte van Saint-Marcouf bedraagt 13,3 km², de bevolkingsdichtheid is 25,1 inwoners per km².
De onderstaande kaart toont de ligging van Saint-Marcouf (Manche) met de belangrijkste infrastructuur en aangrenzende gemeenten.

## Demografie
Onderstaande figuur toont het verloop van het inwonertal (bron: INSEE-tellingen).

1. ↑  Populations de référence 2022.